# حقل ألغام

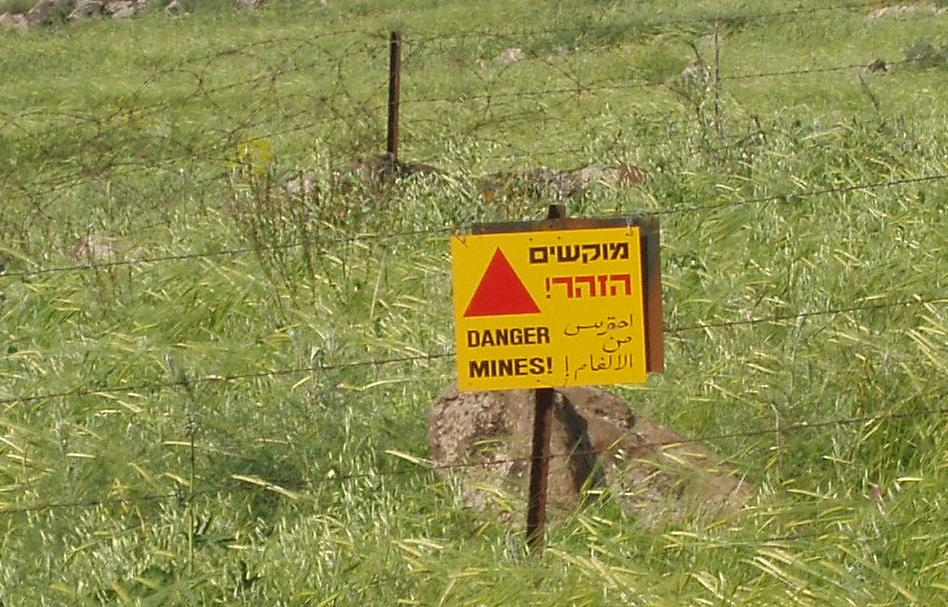
تحذير من حقل الألغام

حقل ألغام يعد من أكثر الموانع فاعلية، وقدرة على مفاجأة العدو، وإعاقة تقدمه. وقد برع الألمان في استخدامها في الحرب العالمية الثانية، وكانوا يطبقون أساليب مبتكرة، وقد أخذت بقية الجيوش عن الألمان أساليبهم في زرع حقول الألغام، التي أصبحت عنصراً أساسياً في أساليب القتال في جميع الحروب، التي اندلعت بعد الحرب العالمية الثانية.
وتتميز حقول الألغام، مقارنة بالموانع الصناعية الأخرى، بقلة نفقتها، وسهولة زرعها، وقدرتها على إعاقة الهجمات الكبيرة، وتأثيرها المعنوي والمادي، في القوات المهاجمة.

## تعريف حقل الألغام
مساحة من الأرض، ليس لها شكل معين، ومزروعة بالألغام في صفوف متراصة، يتوقف عددها على الغرض من حقل الألغام، وأهمية الاتجاه. ويتكون، عادة، من صفين مساحة من الأرض، ليس لها شكل معين، ومزروعة بالألغام في صفوف متراصة، يتوقف عددها على الغرض من حقل الألغام، وأهمية الاتجاه. ويتكون، عادة، من صفين
الشروط الواجب توافرها في حقول الألغام:
- يكون محمياً بالنيران، وخاصة نيران أسلحة الرمي المباشر، ومدفعية الرمي غير المباشر.
- يكون ذا عمق مناسب، وكثيفاً، الكثافة الملائمة (عدد الألغام في المتر الواحد).
- يكون مخفياً، ويحقق المفاجأة، ولا يكشف تفاصيل المواقع الدفاعية.
- يكون منسقاً مع باقي أنواع الموانع، والمواقع والقطاعات والنطاقات الدفاعية.

## أنواع حقول الألغام
- للغرض من إنشائها.
- مضاد للأفراد.
- مضاد للدبابات.
- مختلط، يزرع فيه ألغام مضادة للدبابات وألغام مضادة للأفراد.
- البرمائيين، للحماية ضد الهجوم، من اتجاه القطاعات البرمائية.

طبقاً للوقت المتاح لإنشاء الحقل

### حقل ألغام مدبر
وهو حقل يزرع بالألغام، في مناطق سبق استطلاعها، واختيارها على الطبيعة. تجهز الألغام وتزرع وترص، قبل بدء القتال بوقت كاف. ويستخدم هذا النوع في حالة توفر الوقت، لإجراء تحضيرات المعركة، مثل العمليات الدفاعية، وتأمين المناطق الابتدائية للهجوم.

### حقل ألغام غير مدبر
ينتخب منطقته، عادة، من الخرائط، وتنشر الألغام فيه بالوسائل الميكانيكية السريعة، مثل مقطورات رص الألغام، أو المركبات المجهزة بتجهيزه خاصة لرص الألغام، أو بالطائرات العمودية. ويعمل على هذه الوسائل أطقم من أفراد المهندسين العسكريين، وتسمى بمفارز الموانع المتحركة. وترص الألغام، في هذا النوع، مكشوفة فوق سطح الأرض، من دون دفنها، وزرعها. وتعد المناطق، التي ينثر فيها الألغام المبثوثة بالمدفعية، أو بالطائرات، ضمن حقول الألغام غير المدبرة.
ويستخدم في حالة عدم توفر الوقت الكافي لإنشاء الحقول المدبرة، وفي المواقف الطارئة أثناء إدارة أعمال القتال. وهذه الحالات هي:
- في العمليات الهجومية.
- في القتال التصادمي.
- في الدفاع، وذلك في حالات إدارة أعمال القتال في عمق الدفاعات، وتأمين الهجمات والضربات المضادة".

### حقول ألغام هيكلية «صورية»
وهي منطقة من الأرض، تستخدم لتمثيل حقل ألغام، ويشبه تماماً حقل الألغام الحقيقي، وترص فيه ألغام هيكلية، لتحقيق التموية والخداع والغرض منه خداع العدو وإرباكه.

## مهام حقول الألغام

### في الدفاع
- عرقلة القوات المهاجمة، وصدها أمام الدفاعات، وإجبارها على تغيير اتجاه هجومها إلى اتجاهات أخرى، يفرضها الطرف المدافع.
- إحداث أكبر خسائر ممكنة في القوات المهاجمة، قبل اتصالها بالخطوط الدفاعية.
- تنشأ بين القطاعات والمواقع الدفاعية المتتالية، وذلك بغرض صد هجوم العدو في العمق، وكذا في الفواصل بين المواقع الدفاعية، وعلى الأجناب المكشوفة، بغرض تأمينها، وحرمان العدو من الالتفاف حول الدفاعات وتطويقها.
- تأمين خطوط دفع الأنساق الثانية، والاحتياطيات، عند تنفيذها للضربات والهجمات المضادة، لاستعادة الموقف الدفاعي إلى ما كان عليه

### في الهجوم
- تأمين مناطق التجمع، والمناطق الابتدائية للهجوم.
- تأمين عملية فتح وهجوم القوات، في حالة الهجوم بتحريك القوات من العمق.
- المعاونة في صد الهجمات والضربات المضادة، للأنساق الثانية واحتياطيات القوات المدافعة.
- تأمين خطوط دفع الاتساق الثانية والاحتياطيات، لتطوير الهجوم في عمق الدفاعات المعادية.
- تأمين القوات المهاجمة، عند اتخاذها أوضاع التعزيز على الخطوط والأهداف المستولى عليها.

## طرق رص الألغام وزرعها
- الطريقة اليدوية وتنفذ بواسطة أطقم من المهندسين العسكريين المتخصصين في هذا المجال.
- بوسائل ميكانيكية باستخدام مقطورات رص الألغام، أو باستخدام مركبات مجهزة لرص الألغام.
- باستخدام الطائرات العمودية.
- الألغام المبثوثة، يتم نشرها وتوزيعها، بطريقة آلية، بعد انشطار الوسيلة المعبأ فيها الألغام، مثل: قذائف المدفعية، والصواريخ، وقنابل الطائرات.

### كثافة الألغام
يقصد بها عدد الألغام المزروعة في المتر الواحد. وتتحدد كثافة حقل الألغام طبقاً للعوامل التالية:
نوع الحقل، والغرض منه. أهمية الاتجاهات، التي تنشأ فيها حقول الألغام.
- نوعية الألغام المستخدمة.
- الطريقة المتبعة في زرع الألغام.
- الخطة العامة، لمنظومة الموانع.
- درجة توفر الألغام.
- الوقت المتيسر، لزرع الألغام، وإنشاء الحقل.

وطبقاً للعوامل السابقة فإن كثافة الرص تراوح ما بين 0,5 * 0,75 لغم/متر، وقد تزيد أو تقل طبقاً للموقف.
تسجيل المعلومات عن حقول الألغام، والمناطق والأهداف الملغومة، والشراك الخداعية:
- تسجل حقول الألغام، وكذا مواقع الأهداف الملغومة، بإحداثيات دقيقة، على خرائط، بمقياس رسم مناسب؛ والتي يمكن عليها توقيع حدود حقول الألغام، وأبعادها، وإذا تطلب الأمر تسجيل تفصيلات أكثر، يمكن إعداد مخططات، موضح بها كافة التفاصيل.
- يستكمل تسجيل المعلومات عن الحقول، بتسجيل كافة المعلومات عن كل حقل، في سجلات «جداول»، يوضح بها أعداد الألغام ونوعها، وطريقة زرعها، ونوع المفجرات المستخدمة، وتاريخ زرعها، والأطقم التي جهزت الحقل

## الثغرات في حقول الألغام
هي قطاع من الأرض يتخلل حقل الألغام، لا يقل عرضه عن 30 متر، يتم تطهيره من الألغام، أو إبطال مفعولها ويتم فتح العديد من الثغرات في حقول الألغام بمعرفة الطرف المهاجم، لمرور قواته منها عند هجومه. وتفتح الثغرات بمعدل 6 ثغرات لكل كتيبة مهاجمة، 12 ثغرة للواء، 24 ثغرة للفرقة.
وتتم عملية فتح الثغرة بالتسلسل التالي:
تحديد أماكن الألغام باستخدام كاشفة ألغام «مجس»، والتي يصدر منها صوت يعلن عن وجود اللغم.
الحفر بحرص حول اللغم، ويتم رفعه وتأمينه.
تُجمع الألغام المرفوعة في مكان مأمون.
تعليم الثغرة بعلامات واضحة وظاهرة، ليلاً ونهاراً، حتى تتعرف عليها القوات عند عبورها.
بالنسبة لحقول الألغام والبقع المشبوهة غير المحصية
يتم التعرف على هذه الحقول والبقع المشبوهة استنادا لمعلومات تجمع من مصادر رسمية وغير رسمية، من المواطنين أو اثر انفجار لغم أو أكثر لدى مرور إحدى الضحايا عليها.
ويتم فتح الثغرات في حقول الألغام بإحدى الطرق التالية:
الطريقة اليدوية
تُعَد أفضل الطرق، وأكثرها دقة، على الرغم من أخطارها، وتجري بواسطة أطقم من وحدات المهندسين العسكريين المدربين على هذا العمل، وتفتح الثغرات قبل بدء الهجوم وتحت ستر قصفات التمهيد النيراني للهجوم.

## كشف الألغام
الطرق المعتمدة لكشف الألغام:
- بالنسبة لحقول الألغام والبقاع المشبوهة التي تم احصاؤها، يحدد مكان الحقل بواسطة: المعلومات المتوفرة "خططية الزرع، معلومات مختلفة.
- سياج الشريط الشائك المحيط بالحقل للتعرف على حدوده.
- ألغام ظاهرة أو اجزاء منها أو آثار لألغام متفجرة.

بعد التعرف على حدود الحقل أو البقعة المشبوهة يتم كشف الألغام بطريقة وحيدة وهي «السبر» وفي حالات خاصة وقليلة جدا بواسطة التحسس * كاشفات الألغام المعدنية متوفرة في فوج الهندسة.